# UNTAC
De United Nations Transitional Authority in Cambodia (UNTAC), of Interimgezag van de VN in Cambodja in het Nederlands, was een VN-operatie die toezag op het bestuur van het Zuidoost-Aziatische land Cambodja van 1992 tot 1993.

## Achtergrond
In 1979 werd na de val van het Rode Khmer-regime en met steun van Vietnam en de Sovjet-Unie de
Volksrepubliek Kampuchea opgericht. Het land werd gedurende het volgende decennium door Vietnam gecontroleerd
via een marionettenregering. Die werd gedurende dat decennium bevochten door een regering in ballingschap
die bestond uit de koningsgezinde Funcinpec, de Rode Khmer en het in 1982 gevormde Nationaal Volksbevrijdingsfront.
In augustus 1989 kwamen de vier partijen en vertegenwoordigers van achttien landen bijeen in de door de
Verenigde Naties gesponsorde Conferentie van Parijs. Toen een finaal akkoord eindelijk in zicht was werd
de VN-Vooruitgangsmissie in Cambodja (UNAMIC) opgericht om toe te zien op de naleving van het staakt-het-vuren.
De missie bereidde ook de komst van de VN-Overgangsautoriteit (UNTAC) voor die de in Parijs gesloten akkoorden
in de praktijk moest brengen.

## Mandaat
De UNTAC werd opgericht met resolutie 745 van de
VN-Veiligheidsraad van 28 februari 1992 voor een periode
van 18 maanden. De missie moest ervoor zorgen dat het vredesakkoord dat op 23 oktober 1991 in
Parijs was gesloten uitgevoerd werd. Tezelfdertijd werd bepaald dat tijdens die periode,
en nog voor juni 1993, verkiezingen moesten worden gehouden. Intussen was de Nationale Hogeraad van
Cambodja, die ongeveer een jaar eerder was opgericht, het
enige legitieme gezag in het land. Die delegeerde alle macht die nodig was om het vredesakkoord uit te voeren
aan de UNTAC. Bij haar vorming nam de UNTAC ook de UNAMIC-missie op die sinds het vredesakkoord had
toegekeken op het staakt-het-vuren. Toen in september 1993 het Koninkrijk Cambodja werd uitgeroepen en
een nieuwe regering werd gevormd kwam het mandaat van de UNTAC ten einde. Dat mandaat hield in:
- Toezicht op het bestuur, waaronder buitenlandse zaken, defensie en financiën,
- Toezicht op de terugtrekking van buitenlandse en irreguliere strijdkrachten,
- Ontwapening en demobilisatie van de strijdende partijen,
- Toezicht op de mensenrechten,
- Ontmijning en opleidingsprogramma's ter zake,
- De organisatie van vrije en eerlijke verkiezingen,
- Militaire regelingen,
- De burgerlijke administratie,
- Ordehandhaving,
- Terugkeer en huisvesting van vluchtelingen en ontheemden,
- Herstel van belangrijke infrastructuur.
- Economisch herstel en ontwikkeling.

## Beschrijving

### Sterkte
De UNTAC heeft in totaal zo'n €1,2 miljard gekost, de UNAMIC-missie inbegrepen, en mocht van de
VN-Veiligheidsraad maximaal de volgende sterkte hebben, met tussen haakjes het aantal van hen die omkwamen:
- Troepen: 15.547 (41)
- Militaire waarnemers: 893 (4)
- Politie: 3500 (16)

- Internationaal personeel: 1149 (5)
- VN-vrijwilligers: 465
- Lokaal personeel: 4830 (16)

Op haar hoogtepunt telde de UNTAC:
- Militairen: 15.991
- Politie: 3359

### Medaille

Het UNTAC-baton.

Zoals gebruikelijk stichtte de secretaris-generaal van de Verenigde Naties een van de Medailles voor Vredesmissies van de Verenigde Naties voor de deelnemers. Deze UNTAC Medaille wordt aan militairen en politieagenten verleend.

### Landen
- Algerije
- Argentinië
- Australië
- Bangladesh
- België
- Brunei
- Bulgarije
- Canada
- Chili
- China
- Colombia
- Duitsland

- Egypte
- Fiji
- Filipijnen
- Frankrijk
- Ghana
- Hongarije
- Ierland
- India
- Indonesië
- Italië
- Japan

- Jordanië
- Kameroen
- Kenia
- Maleisië
- Marokko
- Namibië
- Nederland
- Nepal
- Nieuw-Zeeland
- Nigeria
- Noorwegen

- Oostenrijk
- Pakistan
- Polen
- Rusland
- Singapore
- Thailand
- Tunesië
- Uruguay
- Verenigd Koninkrijk
- Verenigde Staten
- Zweden

## Betrokken resoluties van de Veiligheidsraad
- Resolutie 745 Veiligheidsraad Verenigde Naties: oprichting
- Resolutie 860 Veiligheidsraad Verenigde Naties: bevestiging terugtrekking
- Resolutie 880 Veiligheidsraad Verenigde Naties: verlenging terugtrekkingsperiode